# Hopman Cup 2011
De Hopman Cup 2011 (met de officiële naam Hyundai Hopman Cup) werd gehouden van 1 tot en met 8 januari 2011 in de Australische stad Perth. Het was de drieëntwintigste editie van het tennistoernooi tussen landen. Dit toernooi bestaat uit wedstrijden tussen gemengde landenteams.
De Hopman Cup van 2011 trok meer dan 78.000 toeschouwers.

## Deelnemers
| Nr. | Land                | Team                                  | Resultaat  |
| --- | ------------------- | ------------------------------------- | ---------- |
| 1.  | Servië              | Novak Đoković & Ana Ivanović          | finale **  |
| 2.  | Verenigd Koninkrijk | Andy Murray & Laura Robson            | groepsfase |
| 3.  | België              | Ruben Bemelmans & Justine Henin       | finale **  |
| 4.  | Italië              | Potito Starace & Francesca Schiavone  | groepsfase |
| 5.  | Australië           | Lleyton Hewitt & Alicia Molik         | groepsfase |
| 6.  | Kazachstan          | Andrej Goloebev & Jaroslava Sjvedova* | groepsfase |
| 7.  | Frankrijk           | Nicolas Mahut & Kristina Mladenovic   | groepsfase |
| 8.  | Verenigde Staten    | John Isner & Bethanie Mattek-Sands    | winnaars   |

(*) Jaroslava Sjvedova werd vervangen door Sesil Karatantcheva nadat ze een enkelblessure opliep na haar eerste duel tegen Servië.

(**) Ana Ivanović blesseerde zich tijdens het laatste groepsduel en kon niet aantreden in de finale. Daarom werd Servië vervangen door de tweede in de groep: België.

## Groepsfase

### Groep A

#### Klassement
| Pos. | Land       | W | V | Wedstr. | Sets   |
| ---- | ---------- | - | - | ------- | ------ |
| 1.   | Servië     | 2 | 1 | 7 – 2   | 15 – 6 |
| 2.   | België     | 2 | 1 | 6 – 3   | 13 – 8 |
| 3.   | Australië  | 2 | 1 | 5 – 4   | 10 – 9 |
| 4.   | Kazachstan | 0 | 3 | 0 – 9   | 2 – 17 |

#### Wedstrijden

##### Australië - België
| Australië 2 | Perth, Australië 1 januari 2011 Hardcourt                     | Perth, Australië 1 januari 2011 Hardcourt                     | België 1 |     |          |  |
| \| \| \| \| 1 \| 2 \| 3 \| \| \| - \| ------------------------------------------------------------- \| ------------------------------------------------------------- \| --- \| --- \| -------- \| \| \| 1 \| Alicia Molik Justine Henin \| Alicia Molik Justine Henin \| 4 6 \| 4 6 \| \| \| \| 2 \| Lleyton Hewitt Ruben Bemelmans \| Lleyton Hewitt Ruben Bemelmans \| 6 4 \| 6 3 \| \| \| \| 3 \| Alicia Molik / Lleyton Hewitt Justine Henin / Ruben Bemelmans \| Alicia Molik / Lleyton Hewitt Justine Henin / Ruben Bemelmans \| 1 6 \| 6 3 \| [10] [8] \| \| |                                                               |                                                               |          |     |          |  |
| |                                                               |                                                               | 1        | 2   | 3        |  |
| 1 | Alicia Molik Justine Henin                                    | Alicia Molik Justine Henin                                    | 4 6      | 4 6 |          |  |
| 2 | Lleyton Hewitt Ruben Bemelmans                                | Lleyton Hewitt Ruben Bemelmans                                | 6 4      | 6 3 |          |  |
| 3 | Alicia Molik / Lleyton Hewitt Justine Henin / Ruben Bemelmans | Alicia Molik / Lleyton Hewitt Justine Henin / Ruben Bemelmans | 1 6      | 6 3 | [10] [8] |  |

##### Servië - Kazachstan
| Servië 3 | Perth, Australië 2 januari 2011 Hardcourt                         | Perth, Australië 2 januari 2011 Hardcourt                         | Kazachstan 0 |     |     |  |
| \| \| \| \| 1 \| 2 \| 3 \| \| \| - \| ----------------------------------------------------------------- \| ----------------------------------------------------------------- \| ----- \| --- \| --- \| \| \| 1 \| Ana Ivanović Jaroslava Sjvedova \| Ana Ivanović Jaroslava Sjvedova \| 78 6 \| 6 1 \| \| \| \| 2 \| Novak Đoković Andrej Goloebev \| Novak Đoković Andrej Goloebev \| 4 6 \| 6 3 \| 6 1 \| \| \| 3 \| Ana Ivanović / Novak Đoković Jaroslava Sjvedova / Andrej Goloebev \| Ana Ivanović / Novak Đoković Jaroslava Sjvedova / Andrej Goloebev \| 79 67 \| 6 4 \| \| \| |                                                                   |                                                                   |              |     |     |  |
| |                                                                   |                                                                   | 1            | 2   | 3   |  |
| 1 | Ana Ivanović Jaroslava Sjvedova                                   | Ana Ivanović Jaroslava Sjvedova                                   | 78 6         | 6 1 |     |  |
| 2 | Novak Đoković Andrej Goloebev                                     | Novak Đoković Andrej Goloebev                                     | 4 6          | 6 3 | 6 1 |  |
| 3 | Ana Ivanović / Novak Đoković Jaroslava Sjvedova / Andrej Goloebev | Ana Ivanović / Novak Đoković Jaroslava Sjvedova / Andrej Goloebev | 79 67        | 6 4 |     |  |

##### België - Kazachstan
| België 3 | Perth, Australië 4 januari 2011 Hardcourt                             | Kazachstan 0                                                          |     |     |          |  |
| \| \| \| \| 1 \| 2 \| 3 \| \| \| - \| --------------------------------------------------------------------- \| --------------------------------------------------------------------- \| --- \| --- \| -------- \| \| \| 1 \| Justine Henin Sesil Karatantcheva \| Justine Henin Sesil Karatantcheva \| 6 4 \| 6 3 \| \| \| \| 2 \| Ruben Bemelmans Andrej Goloebev \| Ruben Bemelmans Andrej Goloebev \| 6 4 \| 6 4 \| \| \| \| 3 \| Justine Henin / Ruben Bemelmans Sesil Karatantcheva / Andrej Goloebev \| Justine Henin / Ruben Bemelmans Sesil Karatantcheva / Andrej Goloebev \| 4 6 \| 6 2 \| [10] [8] \| \| |                                                                       |                                                                       |     |     |          |  |
| |                                                                       |                                                                       | 1   | 2   | 3        |  |
| 1 | Justine Henin Sesil Karatantcheva                                     | Justine Henin Sesil Karatantcheva                                     | 6 4 | 6 3 |          |  |
| 2 | Ruben Bemelmans Andrej Goloebev                                       | Ruben Bemelmans Andrej Goloebev                                       | 6 4 | 6 4 |          |  |
| 3 | Justine Henin / Ruben Bemelmans Sesil Karatantcheva / Andrej Goloebev | Justine Henin / Ruben Bemelmans Sesil Karatantcheva / Andrej Goloebev | 4 6 | 6 2 | [10] [8] |  |

##### Servië - Australië
| Servië 3 | Perth, Australië 4 januari 2011 Hardcourt                  | Australië 0                                                |      |     |          |  |
| \| \| \| \| 1 \| 2 \| 3 \| \| \| - \| ---------------------------------------------------------- \| ---------------------------------------------------------- \| ---- \| --- \| -------- \| \| \| 1 \| Ana Ivanović Alicia Molik \| Ana Ivanović Alicia Molik \| 6 4 \| 6 0 \| \| \| \| 2 \| Novak Đoković Lleyton Hewitt \| Novak Đoković Lleyton Hewitt \| 6 2 \| 6 4 \| \| \| \| 3 \| Ana Ivanović / Novak Đoković Alicia Molik / Lleyton Hewitt \| Ana Ivanović / Novak Đoković Alicia Molik / Lleyton Hewitt \| 65 7 \| 7 5 \| [10] [6] \| \| |                                                            |                                                            |      |     |          |  |
| |                                                            |                                                            | 1    | 2   | 3        |  |
| 1 | Ana Ivanović Alicia Molik                                  | Ana Ivanović Alicia Molik                                  | 6 4  | 6 0 |          |  |
| 2 | Novak Đoković Lleyton Hewitt                               | Novak Đoković Lleyton Hewitt                               | 6 2  | 6 4 |          |  |
| 3 | Ana Ivanović / Novak Đoković Alicia Molik / Lleyton Hewitt | Ana Ivanović / Novak Đoković Alicia Molik / Lleyton Hewitt | 65 7 | 7 5 | [10] [6] |  |

##### Australië - Kazachstan
| Australië 3 | Perth, Australië 6 januari 2011 Hardcourt                           | Kazachstan 0                                                        |     |     |   |  |
| \| \| \| \| 1 \| 2 \| 3 \| \| \| - \| ------------------------------------------------------------------- \| ------------------------------------------------------------------- \| --- \| --- \| - \| \| \| 1 \| Alicia Molik Sesil Karatantcheva \| Alicia Molik Sesil Karatantcheva \| 6 3 \| 6 2 \| \| \| \| 2 \| Lleyton Hewitt Andrej Goloebev \| Lleyton Hewitt Andrej Goloebev \| 6 3 \| 6 3 \| \| \| \| 3 \| Alicia Molik / Lleyton Hewitt Sesil Karatantcheva / Andrej Goloebev \| Alicia Molik / Lleyton Hewitt Sesil Karatantcheva / Andrej Goloebev \| 8 7 \| \| \| \| |                                                                     |                                                                     |     |     |   |  |
| |                                                                     |                                                                     | 1   | 2   | 3 |  |
| 1 | Alicia Molik Sesil Karatantcheva                                    | Alicia Molik Sesil Karatantcheva                                    | 6 3 | 6 2 |   |  |
| 2 | Lleyton Hewitt Andrej Goloebev                                      | Lleyton Hewitt Andrej Goloebev                                      | 6 3 | 6 3 |   |  |
| 3 | Alicia Molik / Lleyton Hewitt Sesil Karatantcheva / Andrej Goloebev | Alicia Molik / Lleyton Hewitt Sesil Karatantcheva / Andrej Goloebev | 8 7 |     |   |  |

##### Servië - België
| Servië 1 | Perth, Australië 6 januari 2011 Hardcourt                    | België 2                                                     |     |     |          |  |
| \| \| \| \| 1 \| 2 \| 3 \| \| \| - \| ------------------------------------------------------------ \| ------------------------------------------------------------ \| --- \| --- \| -------- \| \| \| 1 \| Ana Ivanović Justine Henin \| Ana Ivanović Justine Henin \| 4 6 \| 3 6 \| \| \| \| 2 \| Novak Đoković Ruben Bemelmans \| Novak Đoković Ruben Bemelmans \| 6 3 \| 6 2 \| \| \| \| 3 \| Ana Ivanović / Novak Đoković Justine Henin / Ruben Bemelmans \| Ana Ivanović / Novak Đoković Justine Henin / Ruben Bemelmans \| 6 3 \| 4 6 \| [4] [10] \| \| |                                                              |                                                              |     |     |          |  |
| |                                                              |                                                              | 1   | 2   | 3        |  |
| 1 | Ana Ivanović Justine Henin                                   | Ana Ivanović Justine Henin                                   | 4 6 | 3 6 |          |  |
| 2 | Novak Đoković Ruben Bemelmans                                | Novak Đoković Ruben Bemelmans                                | 6 3 | 6 2 |          |  |
| 3 | Ana Ivanović / Novak Đoković Justine Henin / Ruben Bemelmans | Ana Ivanović / Novak Đoković Justine Henin / Ruben Bemelmans | 6 3 | 4 6 | [4] [10] |  |

### Groep B

#### Klassement
| Pos. | Land                | W | V | Wedstr. | Sets   |
| ---- | ------------------- | - | - | ------- | ------ |
| 1.   | Verenigde Staten    | 3 | 0 | 7 – 2   | 13 – 5 |
| 2.   | Frankrijk           | 2 | 1 | 5 – 4   | 12 – 9 |
| 3.   | Italië              | 1 | 2 | 3 – 6   | 7 – 14 |
| 4.   | Verenigd Koninkrijk | 0 | 3 | 3 – 6   | 6 – 8  |

#### Wedstrijden

##### Groot-Brittannië - Italië
| Groot-Brittannië 1 | Perth, Australië 3 januari 2011 Hardcourt                       | Perth, Australië 3 januari 2011 Hardcourt                       | Italië 2 |      |          |  |
| \| \| \| \| 1 \| 2 \| 3 \| \| \| - \| --------------------------------------------------------------- \| --------------------------------------------------------------- \| ---- \| ---- \| -------- \| \| \| 1 \| Laura Robson Francesca Schiavone \| Laura Robson Francesca Schiavone \| 5 7 \| 3 6 \| \| \| \| 2 \| Andy Murray Potito Starace \| Andy Murray Potito Starace \| 7 5 \| 6 1 \| \| \| \| 3 \| Laura Robson / Andy Murray Francesca Schiavone / Potito Starace \| Laura Robson / Andy Murray Francesca Schiavone / Potito Starace \| 7 61 \| 6 78 \| [2] [10] \| \| |                                                                 |                                                                 |          |      |          |  |
| |                                                                 |                                                                 | 1        | 2    | 3        |  |
| 1 | Laura Robson Francesca Schiavone                                | Laura Robson Francesca Schiavone                                | 5 7      | 3 6  |          |  |
| 2 | Andy Murray Potito Starace                                      | Andy Murray Potito Starace                                      | 7 5      | 6 1  |          |  |
| 3 | Laura Robson / Andy Murray Francesca Schiavone / Potito Starace | Laura Robson / Andy Murray Francesca Schiavone / Potito Starace | 7 61     | 6 78 | [2] [10] |  |

##### Verenigde Staten - Frankrijk
| Verenigde Staten 3 | Perth, Australië 3 januari 2011 Hardcourt                              | Perth, Australië 3 januari 2011 Hardcourt                              | Frankrijk 0 |      |          |  |
| \| \| \| \| 1 \| 2 \| 3 \| \| \| - \| ---------------------------------------------------------------------- \| ---------------------------------------------------------------------- \| --- \| ---- \| -------- \| \| \| 1 \| Bethanie Mattek-Sands Kristina Mladenovic \| Bethanie Mattek-Sands Kristina Mladenovic \| 3 6 \| 6 3 \| 6 1 \| \| \| 2 \| John Isner Nicolas Mahut \| John Isner Nicolas Mahut \| 6 3 \| 7 65 \| \| \| \| 3 \| Bethanie Mattek-Sands / John Isner Kristina Mladenovic / Nicolas Mahut \| Bethanie Mattek-Sands / John Isner Kristina Mladenovic / Nicolas Mahut \| 2 6 \| 6 3 \| [10] [8] \| \| |                                                                        |                                                                        |             |      |          |  |
| |                                                                        |                                                                        | 1           | 2    | 3        |  |
| 1 | Bethanie Mattek-Sands Kristina Mladenovic                              | Bethanie Mattek-Sands Kristina Mladenovic                              | 3 6         | 6 3  | 6 1      |  |
| 2 | John Isner Nicolas Mahut                                               | John Isner Nicolas Mahut                                               | 6 3         | 7 65 |          |  |
| 3 | Bethanie Mattek-Sands / John Isner Kristina Mladenovic / Nicolas Mahut | Bethanie Mattek-Sands / John Isner Kristina Mladenovic / Nicolas Mahut | 2 6         | 6 3  | [10] [8] |  |

##### Verenigde Staten - Italië
| Verenigde Staten 2 | Perth, Australië 5 januari 2011 Hardcourt                               | Italië 1                                                                |      |     |          |  |
| \| \| \| \| 1 \| 2 \| 3 \| \| \| - \| ----------------------------------------------------------------------- \| ----------------------------------------------------------------------- \| ---- \| --- \| -------- \| \| \| 1 \| Bethanie Mattek-Sands Francesca Schiavone \| Bethanie Mattek-Sands Francesca Schiavone \| 6 4 \| 6 4 \| \| \| \| 2 \| John Isner Potito Starace \| John Isner Potito Starace \| 7 65 \| 4 6 \| 6 4 \| \| \| 3 \| Bethanie Mattek-Sands / John Isner Francesca Schiavone / Potito Starace \| Bethanie Mattek-Sands / John Isner Francesca Schiavone / Potito Starace \| 7 65 \| 4 6 \| [3] [10] \| \| |                                                                         |                                                                         |      |     |          |  |
| |                                                                         |                                                                         | 1    | 2   | 3        |  |
| 1 | Bethanie Mattek-Sands Francesca Schiavone                               | Bethanie Mattek-Sands Francesca Schiavone                               | 6 4  | 6 4 |          |  |
| 2 | John Isner Potito Starace                                               | John Isner Potito Starace                                               | 7 65 | 4 6 | 6 4      |  |
| 3 | Bethanie Mattek-Sands / John Isner Francesca Schiavone / Potito Starace | Bethanie Mattek-Sands / John Isner Francesca Schiavone / Potito Starace | 7 65 | 4 6 | [3] [10] |  |

##### Groot-Brittannië - Frankrijk
| Groot-Brittannië 1 | Perth, Australië 5 januari 2011 Hardcourt                      | Frankrijk 2                                                    |      |      |     |  |
| \| \| \| \| 1 \| 2 \| 3 \| \| \| - \| -------------------------------------------------------------- \| -------------------------------------------------------------- \| ---- \| ---- \| --- \| \| \| 1 \| Laura Robson Kristina Mladenovic \| Laura Robson Kristina Mladenovic \| 4 6 \| 6 3 \| 0 6 \| \| \| 2 \| Andy Murray Nicolas Mahut \| Andy Murray Nicolas Mahut \| 7 63 \| 7 65 \| \| \| \| 3 \| Laura Robson / Andy Murray Kristina Mladenovic / Nicolas Mahut \| Laura Robson / Andy Murray Kristina Mladenovic / Nicolas Mahut \| 4 6 \| 2 6 \| \| \| |                                                                |                                                                |      |      |     |  |
| |                                                                |                                                                | 1    | 2    | 3   |  |
| 1 | Laura Robson Kristina Mladenovic                               | Laura Robson Kristina Mladenovic                               | 4 6  | 6 3  | 0 6 |  |
| 2 | Andy Murray Nicolas Mahut                                      | Andy Murray Nicolas Mahut                                      | 7 63 | 7 65 |     |  |
| 3 | Laura Robson / Andy Murray Kristina Mladenovic / Nicolas Mahut | Laura Robson / Andy Murray Kristina Mladenovic / Nicolas Mahut | 4 6  | 2 6  |     |  |

##### Italië - Frankrijk
| Italië 0 | Perth, Australië 7 januari 2011 Hardcourt                                | Frankrijk 3                                                              |     |      |   |           |
| \| \| \| \| 1 \| 2 \| 3 \| \| \| - \| ------------------------------------------------------------------------ \| ------------------------------------------------------------------------ \| --- \| ---- \| - \| --------- \| \| 1 \| Francesca Schiavone Kristina Mladenovic \| Francesca Schiavone Kristina Mladenovic \| 4 \| r \| \| \| \| 2 \| Potito Starace Nicolas Mahut \| Potito Starace Nicolas Mahut \| 3 6 \| 64 7 \| \| \| \| 3 \| Francesca Schiavone / Potito Starace Kristina Mladenovic / Nicolas Mahut \| Francesca Schiavone / Potito Starace Kristina Mladenovic / Nicolas Mahut \| \| \| \| walk-over \| |                                                                          |                                                                          |     |      |   |           |
| |                                                                          |                                                                          | 1   | 2    | 3 |           |
| 1 | Francesca Schiavone Kristina Mladenovic                                  | Francesca Schiavone Kristina Mladenovic                                  | 4   | r    |   |           |
| 2 | Potito Starace Nicolas Mahut                                             | Potito Starace Nicolas Mahut                                             | 3 6 | 64 7 |   |           |
| 3 | Francesca Schiavone / Potito Starace Kristina Mladenovic / Nicolas Mahut | Francesca Schiavone / Potito Starace Kristina Mladenovic / Nicolas Mahut |     |      |   | walk-over |

##### Verenigde Staten - Groot-Brittannië
| Verenigde Staten 2 | Perth, Australië 7 januari 2011 Hardcourt                     | Groot-Brittannië 1                                            |     |     |   |           |
| \| \| \| \| 1 \| 2 \| 3 \| \| \| - \| ------------------------------------------------------------- \| ------------------------------------------------------------- \| --- \| --- \| - \| --------- \| \| 1 \| Bethanie Mattek-Sands Laura Robson \| Bethanie Mattek-Sands Laura Robson \| 6 4 \| 6 2 \| \| \| \| 2 \| John Isner Andy Murray \| John Isner Andy Murray \| 4 6 \| 2 6 \| \| \| \| 3 \| Bethanie Mattek-Sands / John Isner Laura Robson / Andy Murray \| Bethanie Mattek-Sands / John Isner Laura Robson / Andy Murray \| \| \| \| walk-over \| |                                                               |                                                               |     |     |   |           |
| |                                                               |                                                               | 1   | 2   | 3 |           |
| 1 | Bethanie Mattek-Sands Laura Robson                            | Bethanie Mattek-Sands Laura Robson                            | 6 4 | 6 2 |   |           |
| 2 | John Isner Andy Murray                                        | John Isner Andy Murray                                        | 4 6 | 2 6 |   |           |
| 3 | Bethanie Mattek-Sands / John Isner Laura Robson / Andy Murray | Bethanie Mattek-Sands / John Isner Laura Robson / Andy Murray |     |     |   | walk-over |

## Finale
| België 1 | Perth, Australië 8 januari 2011 Hardcourt                          | Verenigde Staten 2                                                 |      |     |   |  |  |
| \| \| \| \| 1 \| 2 \| 3 \| \| \| \| - \| ------------------------------------------------------------------ \| ------------------------------------------------------------------ \| ---- \| --- \| - \| \| \| \| 1 \| Justine Henin Bethanie Mattek-Sands \| Justine Henin Bethanie Mattek-Sands \| 78 6 \| 6 3 \| \| \| \| \| 2 \| Ruben Bemelmans John Isner \| Ruben Bemelmans John Isner \| 3 6 \| 4 6 \| \| \| \| \| 3 \| Justine Henin / Ruben Bemelmans Bethanie Mattek-Sands / John Isner \| Justine Henin / Ruben Bemelmans Bethanie Mattek-Sands / John Isner \| 1 6 \| 3 6 \| \| \| \| |                                                                    |                                                                    |      |     |   |  |  |
| |                                                                    |                                                                    | 1    | 2   | 3 |  |  |
| 1 | Justine Henin Bethanie Mattek-Sands                                | Justine Henin Bethanie Mattek-Sands                                | 78 6 | 6 3 |   |  |  |
| 2 | Ruben Bemelmans John Isner                                         | Ruben Bemelmans John Isner                                         | 3 6  | 4 6 |   |  |  |
| 3 | Justine Henin / Ruben Bemelmans Bethanie Mattek-Sands / John Isner | Justine Henin / Ruben Bemelmans Bethanie Mattek-Sands / John Isner | 1 6  | 3 6 |   |  |  |